# Distrito municipal de Naujamiestis
Distrito municipal de Naujamiestis es un distrito municipal perteneciente al Municipio de Ciudad del Vilna y organizado administrativamente en dos barrios (Centras, Naujamiestis). El distrito se limita con los distritos municipales de Vilkpėdė, Šnipiškės, Senamiestis, Žvėrynas y Naujininkai.

## Barrios
El distrito está formado por los siguientes 2 barriosː
- Centras
- Naujamiestis

## Galería

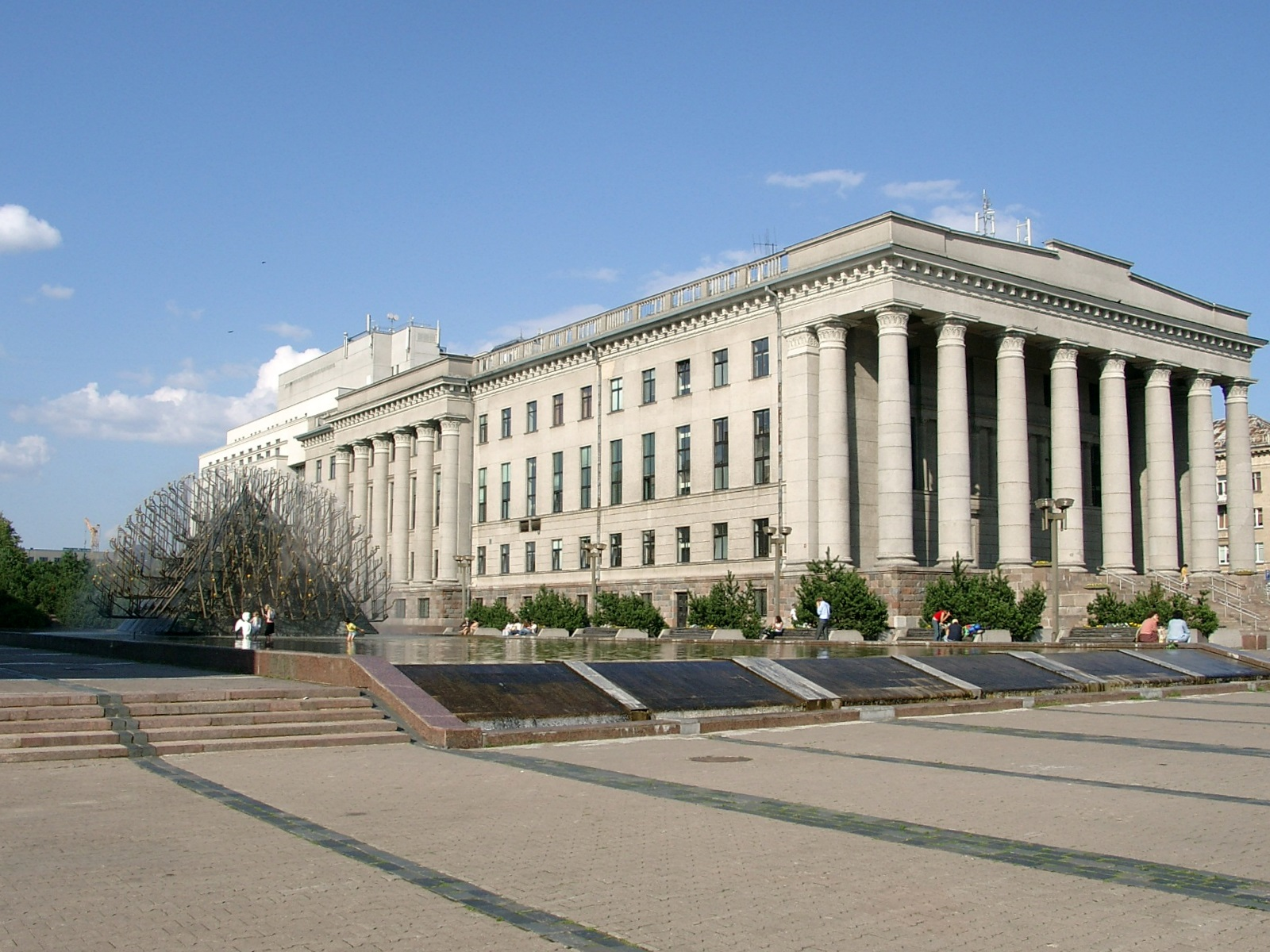
Biblioteca Nacional de Martynas Mažvydas
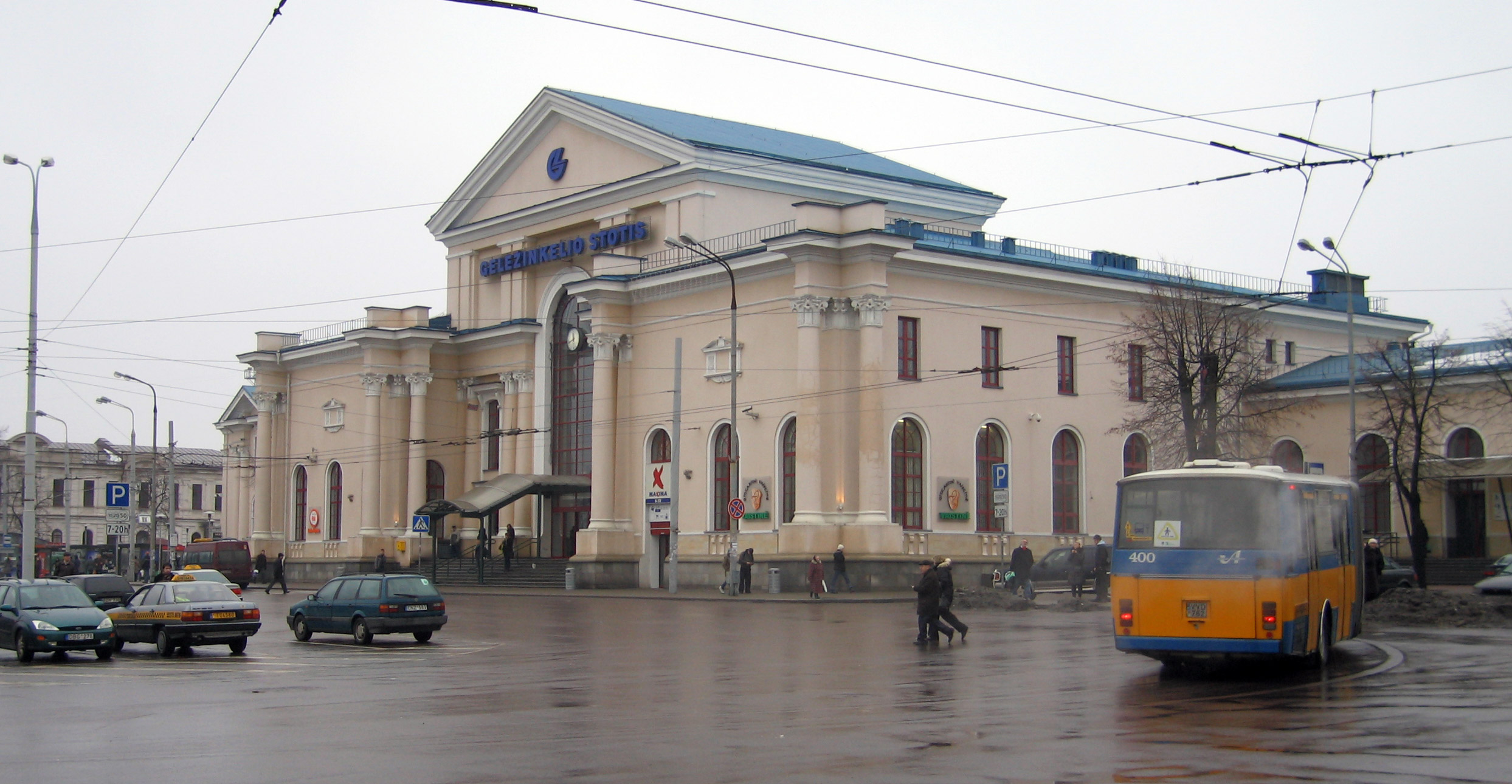
Estación de Vilna
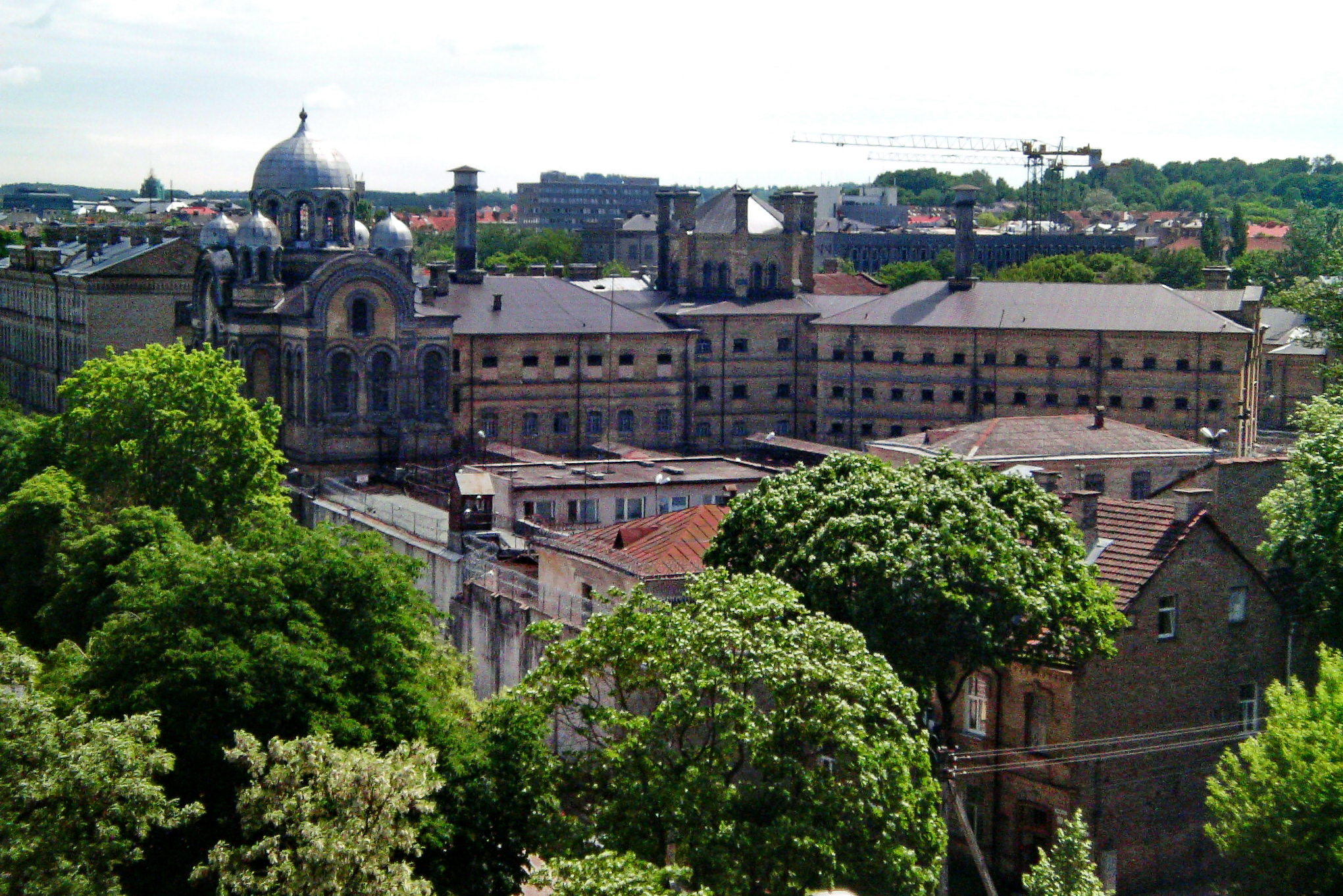
Cárcel de Lukiškės